# یووآدامی (اخلاط)
یووآدامی {{ترکی|Yuvadamı) (به ارمنی: Հերսոնք) (به کردی: Êrsonk) یک منطقهٔ مسکونی در ترکیه است که در اخلاط واقع شده‌است. یووآدامی ۵۳۷ نفر جمعیت دارد.